# 49a cerimònia dels Premis César
La 49a edició dels Premis César del cinema francès va celebrar-se a l'Olympia de París el 23 de febrer de 2024 i va premiar les pel·lícules estrenades a França el 2023. A l'hora de dissenyar el cartell oficial de la 49a cerimònia, l'Acadèmia va optar per incloure un fotograma extret del curtmetratge de Michel Ocelot Les contes de la nuit (1992), en una oda a l'animació i als curtmetratges.

## Presentadors i ponents
Valérie Lemercier és escollida per l'Acadèmia per ser la presidenta de la cerimònia d'enguany, després d'haver estat tres vegades la mestra de cerimònies (2006, 2007 i 2010).
Com l'any anterior, la presentació és col·legial amb un grup de personalitats que se succeeixen durant la cerimònia:: Ariane Ascaride, Bérénice Bejo, Dali Benssalah, Juliette Binoche, Dany Boon, Bastien Bouillon, Audrey Diwan, Ana Girardot, Diane Kruger, Benoît Magimel, Paul Mirabel, Nadia Tereszkiewicz i Jean-Pascal Zadi.
Abans que s'anunciessin les nominacions, l'Acadèmia va compartir en un comunicat que ampliaria i ampliaria els seus protocols incipients, que es van aprovaar durant la cerimònia anterior, que regulaven com l'organisme tracta les persones que estan sota investigació judicial per crims violents. Judith Godrèche, que va presentar una denúncia contra Benoît Jacquot i Jacques Doillon per agressió sexual, denuncia "omerta" i "aixafament de la parla" davant la influència i a violència sexual al cinema i pronuncia un discurs per evocar «la seva experiència com a jove maltractada pels directors» i el lloc de la dona al cinema en general. Ella declara, creient que els actors francesos no parlen prou sobre el tema: «Des de fa temps que parlo, parlo, però no t'escolto. On ets ? Què en dius?».
Per ordre d'aparició :
- Valérie Lemercier, presidenta de la cerimònia
- Marie-Christine Barrault i Alice Isaaz, per la presentació del César a la millor actriu secundària, el César a la millor adaptació i el César al millor vestuari.
- Ana Girardot i Jean-Pascal Zadi, per la presentació del César al millor disseny, el César al millor so i el César a la millor primera pel·lícula.
- Judith Godrèche per pronunciar un discurs de suport a les dones i nenes víctimes de violència al cinema.
- Ariane Ascaride i Bérénice Bejo, per la presentació del César al millor curtmetratge d'animació i el César a la millor pel·lícula d'animació.
- Nadia Tereszkiewicz i Bastien Bouillon, per la presentació del César de revelació femenina i el César de revelació masculina.
- Valérie Lemercier, després Marion Cotillard, per l'entrega del César Honorari a Christopher Nolan.
- Paul Mirabel, per la presentació del César al millor curtmetratge de ficció, el César dels millors efectes visuals, acompanyat de Kad Merad per la presentació del César al millor actor secundari.
- Homenatge al difunt de l'any, incloent Micheline Presle, Guy Marchand i Jane Birkin, amb música de Sofiane Pamart.
- Sofiane Pamart, pel César a la millor música.
- Dali Benssalah i Audrey Diwan, pel César al millor guió original, el César al millor curtmetratge documental i el César al millor documental.
- Jamel Debbouze, per l'entrega del César d'Honor a Agnès Jaoui.
- Golshifteh Farahani, per la presentació del César a la millor pel·lícula estrangera.
- Dany Boon i Diane Kruger, per la presentació del César a la millor fotografia, el César al millor muntatge i el César a la millor direcció.
- Benoît Magimel, per la presentació del César al millor actor.
- Juliette Binoche, per la presentació del César a la millor actriu.
- Valérie Lemercier, per la presentació del César a la millor pel·lícula.

## Premis
Les nominacions foren anunciades el 24 de gener de 2024.Els guanyadors s'enumeren primer i es destaquen en negreta.
| Millor pel·lícula - Anatomia d'una caiguda de Justine Triet, produït per Marie-Ange Luciani i David Thion - Chien de la casse de Jean-Baptiste Durand, produït per Anaïs Bertrand - Je verrai toujours vos visages de Jeanne Herry, produït per Hugo Sélignac i Alain Attal - Le Procès Goldman de Cédric Kahn, produït per Benjamin Elalouf - Le Règne animal de Thomas Cailley, produït per Pierre Guyard | Millor director - Justine Triet per Anatomia d'una caiguda - Catherine Breillat per L'últim estiu - Thomas Cailley per Le Règne animal - Jeanne Herry per Je verrai toujours vos visages - Cédric Kahn per Le Procès Goldman |
| Millor actriu - Sandra Hüller pel seu paper de Sandra Voyter a Anatomia d'una caiguda - Marion Cotillard pel seu paper de Carole Achache a Little Girl Blue - Léa Drucker pel seu paper d'Anne a L'últim estiu - Virginie Efira pel seu paper de Blanche Renard / Rose Renard a L'Amour et les Forêts - Hafsia Herzi pel seu paper de Lydia a Le Ravissement | Millor actor - Arieh Worthalter pel seu paper de Pierre Goldman a Le Procès Goldman - Romain Duris pel seu paper de François Marindaze a Le Règne animal - Benjamin Lavernhe pel seu paper de l'abat Pierre a L'Abbé Pierre - Melvil Poupaud pel seu paper de Grégoire Lamoureux a L'Amour et les Forêts - Raphaël Quenard pel seu paper de Yannick a Yannick                                                                       |
| Millor actriu secundària - Adèle Exarchopoulos pel seu paper de Chloé Delarme a Je verrai toujours vos visages - Leïla Bekhti pel seu paper de Nawelle a Je verrai toujours vos visages - Galatéa Bellugi pel seu paper d'Elsa a Chien de la casse - Élodie Bouchez pel seu paper de Judith a Je verrai toujours vos visages - Miou-Miou pel seu paper de Sabine a Je verrai toujours vos visages | Millor actor secundari - Swann Arlaud pel seu paper de Vincent Renzi a Anatomia d'una caiguda - Anthony Bajon pel seu paper de Dog a Chien de la casse - Arthur Harari pel seu paper de maître Georges Kiejman a Le Procès Goldman - Pio Marmaï pel seu paper de Paul Rivière a Yannick - Antoine Reinartz pel seu paper de l'advocat general a Anatomia d'una caiguda                                                              |
| Millor actriu revelació - Ella Rumpf pel seu paper de Marguerite Hoffmann a Le Théorème de Marguerite - Céleste Brunnquell pel seu paper de Rosa Gravier a La Fille de son père - Kim Higelin pel seu paper de Vanessa Springora (adolescent) a Le Consentement - Suzanne Jouannet pel seu paper de Sophie Vasseur a La Voie royale - Rebecca Marder pel seu paper de Madeleine Pastor a De grandes espérances | Millor actor revelació - Raphaël Quenard pel seu paper de Mirales a Chien de la casse - Julien Frison pel seu paper de Lucas Savelli a Le Théorème de Marguerite - Paul Kircher pel seu paper d'Émile Marindaze a Le Règne animal - Samuel Kircher pel seu paper de Théo a L'últim estiu - Milo Machado-Graner pel seu paper de Daniel Maleski a Anatomia d'una caiguda                                                             |
| Millor guió original - Justine Triet i Arthur Harari per Anatomia d'una caiguda - Jean-Baptiste Durand per Chien de la casse - Jeanne Herry per Je verrai toujours vos visages - Nathalie Hertzberg i Cédric Kahn per Le Procès Goldman - Thomas Cailley i Pauline Munier per Le Règne animal | Millor guió adaptat - Valérie Donzelli i Audrey Diwan per L'Amour et les Forêts - Vanessa Filho per Le Consentement - Catherine Breillat per L'últim estiu |
| Millor vestuari - Ariane Daurat per Le Règne animal - Jürgen Doering per Jeanne du Barry - Pascaline Chavanne per Mon crime - Tran Nu Yên Khê per La Passion de Dodin Bouffant - Thierry Delettre per Els tres mosqueters. D'Artagnan i Les Trois Mousquetaires : Milady | Millor fotografia - David Cailley per Le Règne animal - Simon Beaufils per Anatomia d'una caiguda - Jonathan Ricquebourg per La Passion de Dodin Bouffant - Patrick Ghiringhelli per Le Procès Goldman - Nicolas Bolduc per Els tres mosqueters. D'Artagnan i Les Trois Mousquetaires : Milady |
| Millor decorat - Stéphane Taillasson per Els tres mosqueters. D'Artagnan i Les Trois Mousquetaires : Milady - Emmanuelle Duplay per Anatomia d'una caiguda - Angelo Zamparutti per Jeanne du Barry - Toma Baquéni per La Passion de Dodin Bouffant - Julia Lemaire per Le Règne animal | Millor muntatge - Laurent Sénéchal per Anatomia d'una caiguda - Francis Vesin per Je verrai toujours vos visages - Valérie Loiseleux per Little Girl Blue - Yann Dedet per Le Procès Goldman - Lilian Corbeille per Le Règne animal |
| Millor so - Fabrice Osinski, Raphaël Sohier, Matthieu Fichet i Niels Barletta per Le Règne animal - Julien Sicart, Fanny Martin, Jeanne Deplancq i Olivier Goinard per Anatomia d'una caiguda - Rémi Daru, Guadalupe Cassius, Loïc Prian i Marc Doisne per Je verrai toujours vos visages - Erwan Kerzanet, Sylvain Malbrant i Olivier Guillaume per Le Procès Goldman - David Rit, Gwennolé Le Borgne, Olivier Touche, Cyril Holtz i Niels Barletta per Els tres mosqueters. D'Artagnan i Les Trois Mousquetaires : Milady | Millors efectes visuals - Cyrille Bonjean, Bruno Sommier i Jean-Louis Autret per Le Règne animal - Thomas Duval per Acide - Lise Fischer i Cédric Fayolle per La Montagne - Olivier Cauwet per Els tres mosqueters. D'Artagnan i Les Trois Mousquetaires : Milady - Léo Ewald per Vermin: la plaga |
| Millor música - Andrea Laszlo De Simone per Le Règne animal - Gabriel Yared per L'Amour et les Forêts - Delphine Malausséna per Chien de la casse - Vitalic per Disco Boy - Guillaume Roussel per Els tres mosqueters. D'Artagnan i Les Trois Mousquetaires : Milady | Millor primera pel·lícula - Chien de la casse de Jean-Baptiste Durand, produït per Anaïs Bertrand - Bernadette de Léa Domenach, produït per Antoine Rein i Fabrice Goldstein - Le Ravissement de Iris Kaltenbäck, produït per Alice Bloch i Thierry de Clermont-Tonnerre - Vermin: la plaga de Sébastien Vaniček, produït per Harry Tordjman - Vincent doit mourir de Stéphan Castang, produït per Thierry Lounas i Claire Bonnefoy |
| Millor pel·lícula d'animació - Linda veut du poulet ! de Chiara Malta i Sébastien Laudenbach, produït per Marc Irmer, Emmanuel-Alain Raynal i Pierre Baussaron - Interdit aux chiens et aux Italiens d'Alain Ughetto, produït per Alexandre Cornu, Jean-François Le Corre i Mathieu Courtois - Mars Express de Jérémie Périn, produït per Didier Creste | Millor documental - Les Filles d'Olfa de Kaouther Ben Hania, produït per Nadim Cheikhrouha - Atlantic Bar de Fanny Molins, produït per Chloé Servel i Nicolas Tiry - Little Girl Blue de Mona Achache, produït per Laetitia Gonzalez i Yaël Fogiel - Notre corps de Claire Simon, produït per Kristina Larsen - A l'Adamant de Nicolas Philibert, produït per Miléna Poylo, Gilles Sacuto i Céline Loiseau                          |
| Millor pel·lícula estrangera - Simple comme Sylvain de Monia Chokri • (en quebequès) - Rapito de Marco Bellocchio • (en italià) - Kuolleet lehdet d'Aki Kaurismäki • (en finès) - Oppenheimer de Christopher Nolan • (en anglès) - Perfect Days de Wim Wenders • (en japonès) | Millor curtmetratge de ficció - L'Attente d'Alice Douard, produït per Marie Boitard i Alice Douard - Boléro de Nans Laborde-Jourdàa, produït per Margaux Lorier - Rapide de Paul Rigoux, produït per Anne Luthaud - Les Silencieux de Basile Vuillemin, produït per Thomas Guentch |
| Millor curtmetratge documental - La Mécanique des fluides de Gala Hernández López, produït per Ninon Chapuis, Thibault de Gantès i Lucas Le Postec - L'Acteur de Hugo David i Raphaël Quenard, produït per Anaïs Bertrand i Raphaël Quenard - L'Effet de mes rides de Claude Delafosse, produït per Yves Bouveret | Millor curtmetratge d'animació - Été 96 de Mathilde Bédouet, produït per Ninon Chapuis, Thibault de Gantès, Lucas Le Postec i Simon Ingelaere - Drôles d'oiseaux de Charlie Belin, produït per Virginie Giachino et Jean-Stéphane Michaux - La Forêt de mademoiselle Tang de Denis Do, produït per Sébastien Onomo |
| César d'honor - Agnès Jaoui - Christopher Nolan | César dels estudiants - Je verrai toujours vos visages de Jeanne Herry, produït per Hugo Sélignac i Alain Attal - Anatomia d'una caiguda de Justine Triet, produït per Marie-Ange Luciani i David Thion - Chien de la casse de Jean-Baptiste Durand, produït per Anaïs Bertrand - Le Procès Goldman de Cédric Kahn, produït per Benjamin Elalouf - Le Règne animal de Thomas Cailley, produït per Pierre Guyard                     |

## Resultats
Le Règne animal va liderar les nominacions amb 12, seguida de Anatomia d'una caiguda i Je verrai toujours vos visages amb 11 i nou, respectivament. Anatomia d'una caiguda va guanyar sis premis, més que qualsevol altra pel·lícula de la cerimònia, inclòs el Millor pel·lícula. Pel seu treball a la pel·lícula, Justine Triet es va convertir en la segona dona de la història a guanyar el Millor Director.

## Audiència
Fou emesa sense codificar a Canal+, la cerimònia va aplegar una mitjana de 1,86 milions d'espectadors, una quota d'audiència de l'11,8 %.